# Боль (фильм, 2009)
«Боль» (англ. Hurt) — фильм режиссёра Барбары Степански, вышедший на экраны в 2009 году.

## Сюжет
В связи с финансовыми трудностями, наступившими после кончины главы семейства Колтрейнов — Роберта Колтрейна, его вдова Хелен Колтрейн с детьми Конрадом и Леонорой, вынуждены оставить шикарный образ жизни, который они вели прежде. Семья переезжает в небольшой и малокомфортный дом, принадлежащий брату покойного Роберта. Туда же приезжает незаконнорождённая дочь Роберта Сара, о существовании которой никто из Колтрейнов ранее не знал. После этого с семьёй начинают происходить необъяснимые и трагические происшествия.

## В ролях
- Мелора Уолтерс — Хелен Колтрейн
- Уильям Мэйпотер — Дэррил Колтрейн
- Джоанна Брэдди — Ленор Колтрейн
- Джексон Рэтбоун — Конрад Колтрейн
- Софья Васильева — Сара Парсонс
- Ава Годет — Элис Монтоя
- Камерон Гудман — Кейт